# Mini (1959)
Mini – mały samochód produkowany przez British Motor Corporation (BMC) i jej następców od roku 1959 do 2000. W 2001 markę Mini zakupiło BMW. Pierwotna wersja tego samochodu zyskała sobie miano kultowej i stała się ikoną lat 60. XX wieku, a jego przedni napęd pozwalający zaoszczędzić przestrzeń wpłynął na generację konstruktorów pojazdów. W międzynarodowym konkursie na „Samochód XX wieku” zajął 2. miejsce, ustępując tylko Fordowi T.
Charakterystyczne dwudrzwiowe nadwozie zostało zaprojektowane dla BMC przez Aleca Issigonisa. Pojazd był pierwotnie wytwarzany w fabrykach w Longbridge i Cowley w Wielkiej Brytanii, a później także w Hiszpanii (Authi), Australii, Belgii, Chile, Jugosławii, Portugalii, Południowej Afryce, Urugwaju, Wenezueli i Włoszech. Mini pierwszej generacji (Mk I) doczekał się trzech znaczących modernizacji na: Mini drugiej generacji (Mk II), Mini Clubman i Mini trzeciej generacji (Mk III). Ponadto produkowano go seryjnie w różnorodnych wersjach nadwoziowych, między innymi kombi, pikap, van, czy w podobnej do terenówki rekreacyjnej wersji buggy (nazywanej Mini Moke). Mini Cooper i Cooper S były sportowymi odmianami modelu i z sukcesami startowano na nich w wielu rajdach (Mini trzykrotnie wygrało Rajd Monte Carlo).

## Projekt i jego rozwój

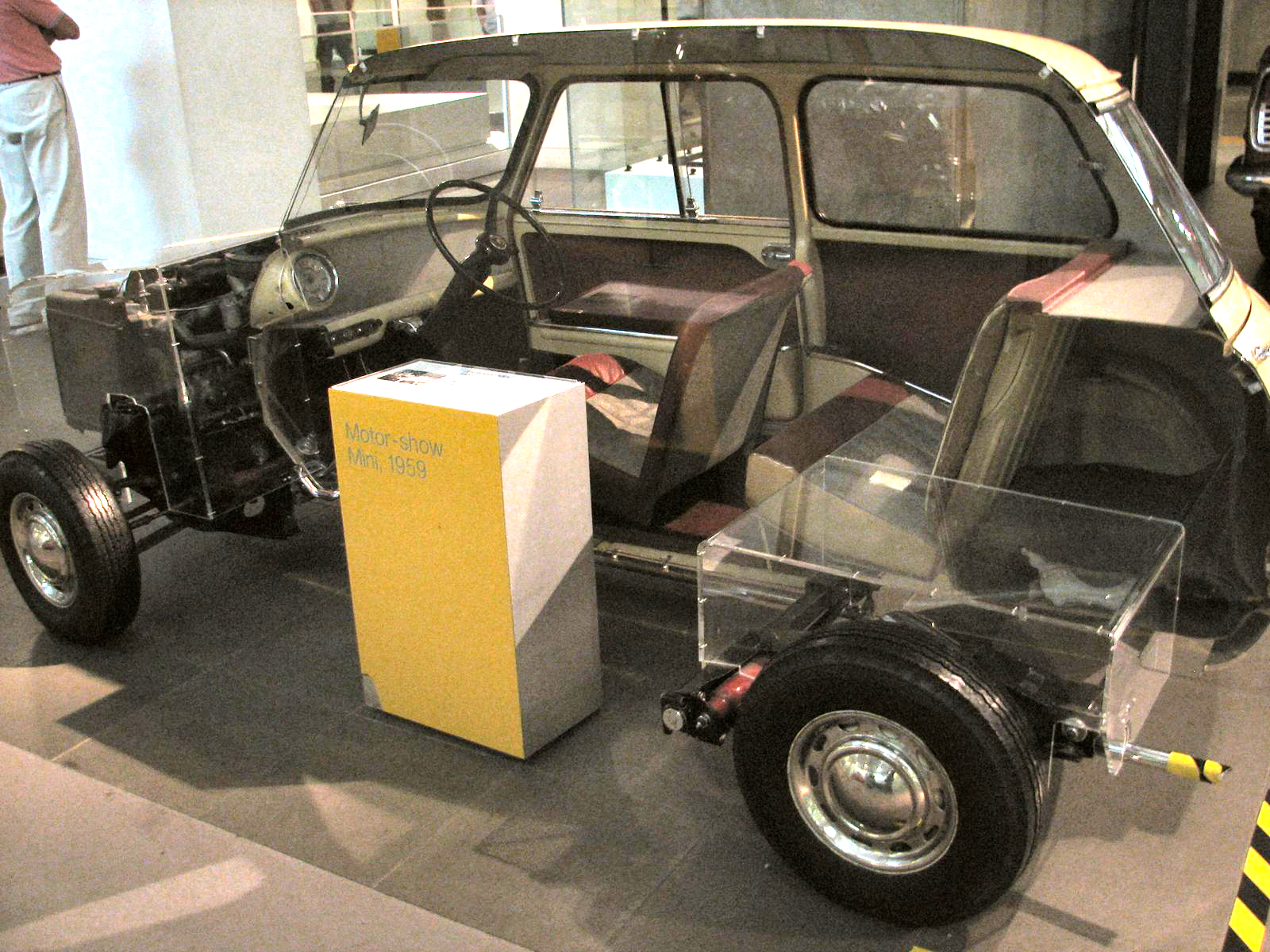
Przekrój Mini przygotowany na wystawę w 1959

Przyczyną rozpoczęcia prac nad nowym samochodem małolitrażowym oznaczonym symbolem ADO15 (Austin Drawing Office projekt numer 15) był kryzys paliwowy. W 1956, w wyniku kryzysu sueskiego, dostęp do ropy naftowej został znacząco ograniczony, władze Wielkiej Brytanii rozważały wprowadzenie reglamentacji paliwa. Ceny dużych samochodów gwałtownie spadły, na światowym rynku nastąpił boom na oszczędne małe samochody (jak BMW Isetta), prym w dziedzinie ich konstruowania i produkcji wiodły Niemcy. W takiej sytuacji szef BMC – Leonard Lord – zdecydował, iż firma musi podjąć szybkie działania. Przed konstruktorami nowego pojazdu naznaczył kilka podstawowych wymogów. Po pierwsze samochód powinien zawierać się w wymiarach 10 × 4 × 4 stóp (3 × 1,2 × 1,2 m), przy czym kabina pasażerska powinna mieć długość co najmniej 6 stóp (1,8 m) z 10 stóp całkowitej długości pojazdu. Ponadto silnikiem, ze względu na koszty, powinna zostać istniejąca już jednostka napędowa. Alec Issigonis, który pracował dla firmy Alvis, został przywrócony do pracy w BMC w 1955, ze swoimi ponadprzeciętnymi zdolnościami w projektowaniu małych samochodów stał się kluczową osobą przedsięwzięcia. Zespół, który stworzył Mini był zaskakująco mały. Oprócz Issigonis należeli do niego: Jack Daniels, pracujący z nim wcześniej przy projekcie samochodu Morris Minor, Chris Kingham, którego przyprowadził za sobą z firmy Alvis. Dodatkowo w pracach uczestniczyło dwóch studentów inżynierii oraz czworo rysowników. Wspólnie w październiku 1957 zaprojektowali i zbudowali pierwszy prototyp, który od koloru w jaki był polakierowany czule został nazwany „pomarańczowym pudełkiem” (ang. „The Orange Box”).

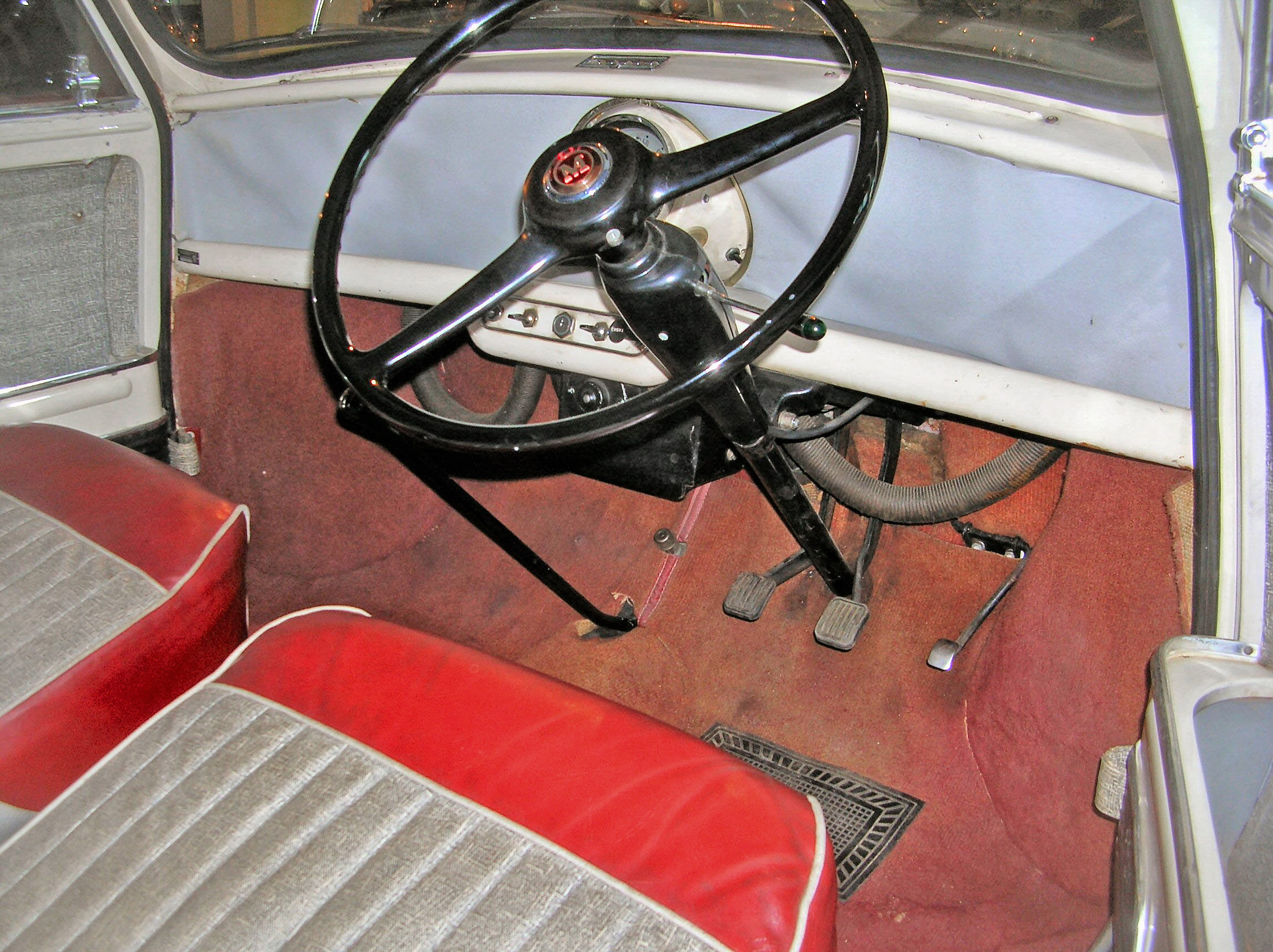
Wnętrze Morrisa Mini-Minor z 1959

ADO15 wyposażono w standardowy czterocylindrowy chłodzony cieczą silnik BMC serii A, montowany jednak z przodu nadwozia poprzecznie, połączony był z czterostopniową skrzynią biegów zblokowaną z mechanizmem różnicowym, umieszczoną pod nim w misce olejowej i włączoną do centralnego układu smarowania olejem. Napęd przenoszony był na przednie koła. Niemal wszystkie skonstruowane wówczas małe przednionapędowe samochody były podobnie skonfigurowane. Chłodnice zamontowano po lewej stronie, tak, że silnik mógłby być zamontowany obok. Jednak poprzez obrócenie jednostki napędowej uzyskano powiew powietrza, poruszający łopatki wentylatora. Taka lokalizacja silnika pozwalał także zaoszczędzić sporo miejsca dla kabiny pasażerskiej. Jednak jej wadą było narażenie chłodnicy na zbyt ciepłe powietrze pochodzące od pracującego silnika.
Zawieszenie pojazdu zaprojektował przyjaciel Issigonisa, Alex Moulton z Moulton Developments Limited. Zamiast tradycyjnych sprężyn użył gumowych stożków. Pozwalały one na jazdę po wyboistych nawierzchniach, ale ich sztywność w połączeniu z kołami umieszczonymi niemal w narożnikach podwozia, podczas prowadzenia nadawała samochodowi specyficzne odczucie zbliżone do kierowania gokartem.
Początkowo planowano użycie połączonego systemu olejowego, nad którym Issigonis i Moulton pracowali jeszcze w Alvis. Jednak ze względu na brak czasu nie wprowadzono go w Mini. Ten system tłumienia drgań został dalej rozwinięty i jako system hydrauliczny zadebiutował w 1962 w Austinie 1100. Specyficzne były także dziesięciocalowe koła, do ich ogumienia potrzebowano całkiem nowych opon. Ich wykonanie powierzono firmie Dunlop.

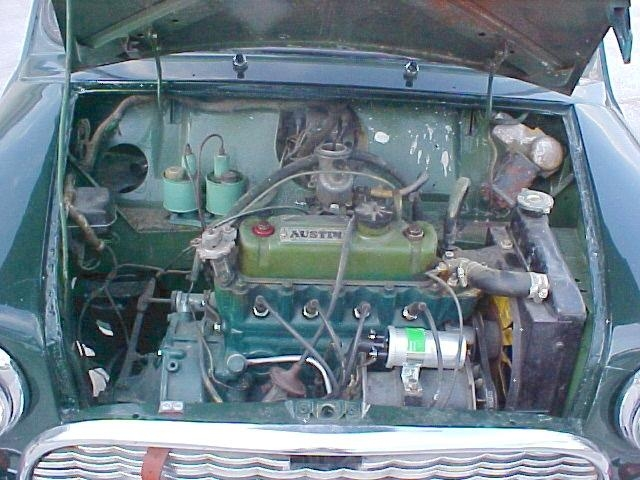
Silnik BMC serii A w Austinie Mini z 1963 (chłodnica zamontowana z lewej strony)

Dla obniżenia kosztów produkcji karoseria miała nietypowo wykonane spawy widoczne na zewnątrz wzdłuż słupków między szybami oraz na łączeniu karoserii z panelem podłogowym. Dalszym uproszczeniem było zastosowanie w drzwiach widocznych z zewnątrz zawiasów.
Wszystkie te innowacyjne rozwiązania sprawiły, że w samochodzie o tak niewielkich gabarytach, wygospodarowano maksimum miejsca dla pasażerów i bagażu.
Modele produkcyjne różniły się od prototypu kilkoma elementami. Zastosowano dodatkowe wzmocnienia z przodu i z tyłu mające przejąć ciężar zawieszenia i gaźnik usytuowano za silnikiem, a nie przed.
To wymagało dodania specjalnej przekładni między skrzynią biegów a silnikiem, jeśli chciano zachować jego poprzeczne ustawienie. Takie rozwiązanie pozwoliło dodatkowo obniżyć nacisk na skrzynię biegów przy zmianie przełożenia oraz zapobiegało szybkiemu zużywaniu się synchronizatora, co było kłopotem w pierwszych prototypach. Pojemność skokowa silnika została zredukowana z 948 do 848 cm³, to z kolei wpłynęło na zmniejszenie prędkości maksymalnej z 145 km/h do 116 km/h.
Wbrew utylitarnym zamiarom projektantów Mini, jego klasyczna rozpoznawalna na całym świecie sylwetka, która stał się ikoną popkultury, została zarejestrowana przez Rover Group (następcę BMC) i podobnie jak do marki, zarezerwowała sobie prawa autorskie do jego kształtu.

## Mini Mk I (1959–1967)

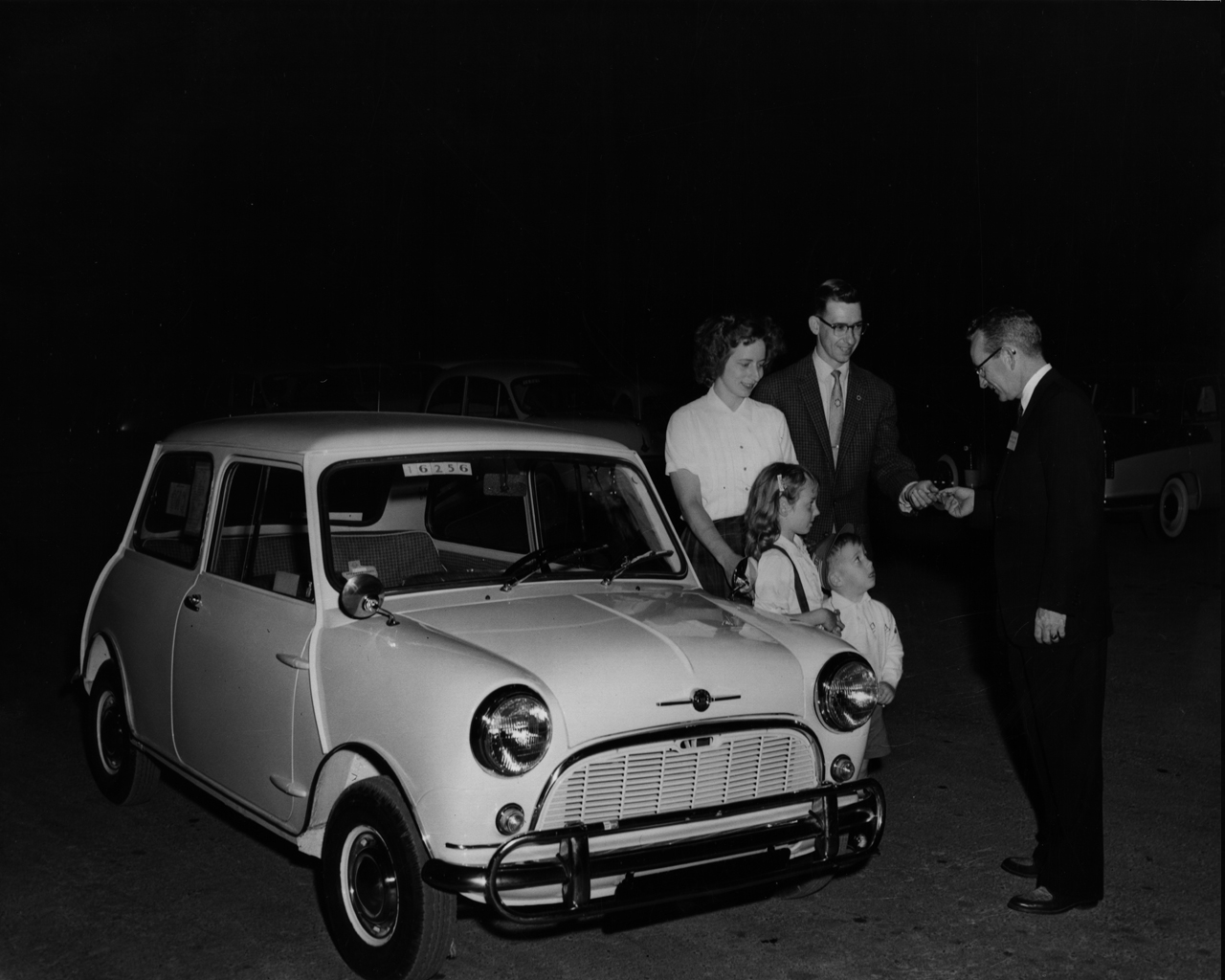
Morris Mini-Minor i jego użytkownicy w Arlington (Teksas), 1959

Produkcyjna wersja Mini miała premierę prasową w kwietniu 1959, w sierpniu została wyprodukowana pierwsza kilkutysięczna partia pojazdów przeznaczona na sprzedaż.
Nazwa Mini nie pojawiła się od razu. Pierwsze egzemplarze były dostępne pod dwoma markami należącymi do BMC – Austin i Morris. Nazwa Austin Seven (czasami zapisywana SE7EN we wczesnych publikacjach) przywoływała popularnego małego Austina z przełomu lat 20. i 30. XX wieku. Inna nazwa używana w Wielkiej Brytanii – Morris Mini-Minor – wydawała się być grą słów. Morris Minor był dobrze znanym samochodem (minor po łacinie znaczy „mniejszy”), z kolei „mini” to skrót łacińskiego minimus, czyli „najmniejszy”.
Do 1962 samochód był oznaczany jako Austin 850 lub Morris 850 w Ameryce Północnej i we Francji. W Danii do 1964 nazywano go Austin Partner, a do 1981 Morris Mascot. Nazwa Mini została po raz pierwszy użyta dla określenia tego samochodu w 1961, tym samym BMC zaskoczyła firmę Sharps Commercials (lepiej znaną pod późniejsza nazwą Bond Cars Ltd), która używała nazwy Minicar w odniesieniu do swojego trzykołowego pojazdu z 1949. Jednak choć legalność tego przedsięwzięcia bywa podważana, BMC używała nazwy Mini już do końca produkcji tego popularnego samochodu.
W 1964 dotychczasowe zawieszenie samochodu zostało zastąpione przez nowy system także zaprojektowany przez Moulton (tzw. system Hydrolastic). Było to niezależne zawieszenie na gumowych workach, wypełnionych płynem. Nowe zawieszenie utrzymujące samochód zawsze na tej samej wysokości nad jezdnią, zapewniało większe bezpieczeństwo podróżowania, ale stanowiło dodatkowe obciążenie i podnosiło koszty produkcji. Według wielu entuzjastów, popsuło też znakomite właściwości jezdne, z których słynął Mini. Po siedmiu latach, w 1971, powrócono więc do pierwotnego gumowego zawieszenia, które stosowano już do końca produkcji.

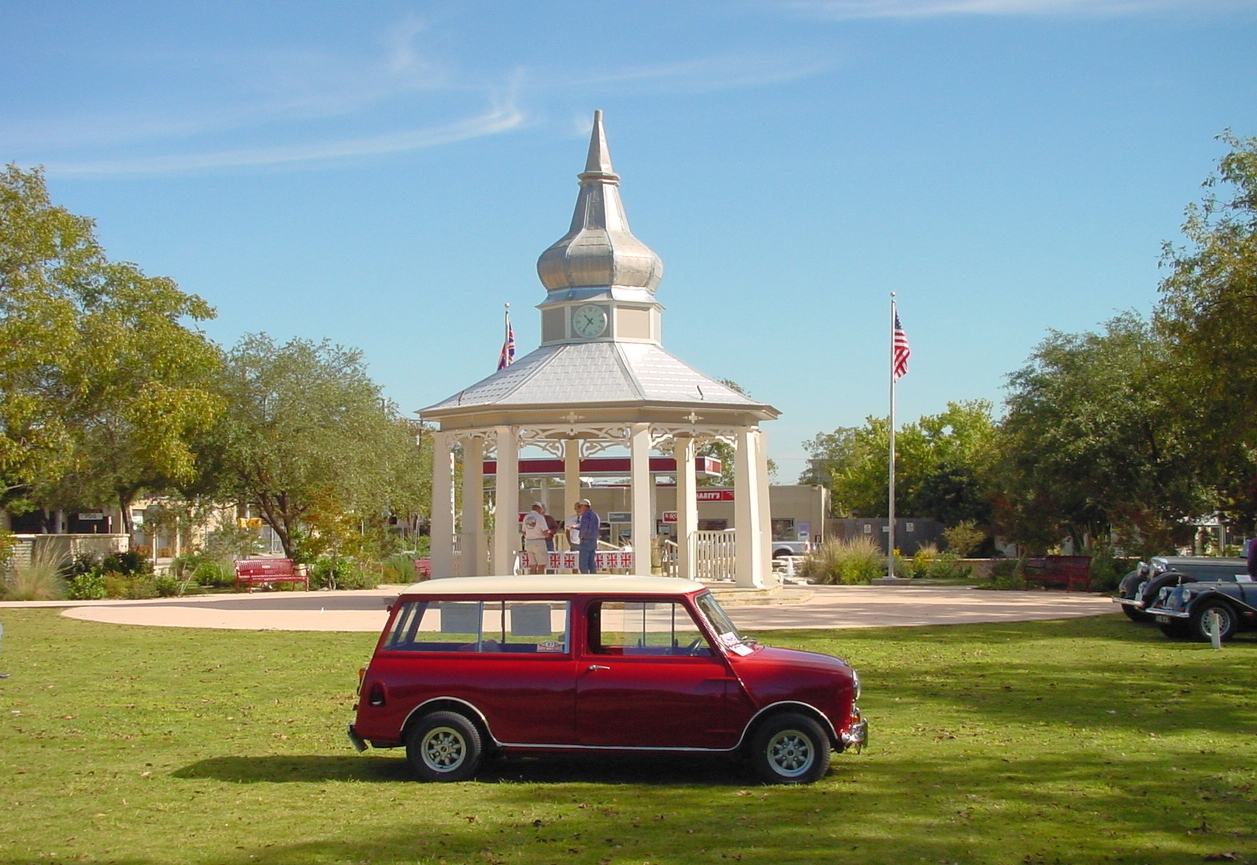
Mini Mk I Traveller z 1965

Od października 1965 dostępna była czterostopniowa automatyczna skrzynia biegów, zaprojektowana przez Automotive Products (AP).
Chociaż na początku było słabo wyposażone, ceny były konkurencyjne w porównaniu z innymi samochodami lat 60. Łącznie wyprodukowano 1 190 000 egzemplarzy Mini Mk I. Podstawowy model Mini nigdy nie przynosił producentowi zysków, ponieważ był sprzedawany poniżej kosztów produkcji. Było to koniecznością w walce z konkurencją, ale mówi się, że było to spowodowane błędnymi wyliczeniami. Dochody przynosiły producentowi popularne wersje deluxe z bogatszym opcjonalnym wyposażeniem, do którego zaliczano między innymi: pasy bezpieczeństwa, lusterka boczne czy radioodbiornik.
Mini stał się ikoną kultury masowej lat 60. XX wieku, dzięki swojej popularności w opiniotwórczych kręgach gwiazd filmu i muzyki.

## Mini Mk II (1967–1969)
W latach 1967–1970 Issigonis pracował nad projektem nowego samochodu oznaczonym symbolem 9X mającego zastąpić Mini. Był on krótszy i mocniejszy niż Mini, ale polityka wewnętrzna British Leyland Motor Corporation (spółki powstałej po mariażu właściciela BMC, British Motor Holdings i Leyland Motors) zdecydowała, że samochód nigdy nie znalazł się w seryjnej produkcji. Miał on interesujące zaawansowane technicznie rozwiązania konstrukcyjne, wierzono, że trafi on do produkcji w latach 80.
Mini Mk II cechowała zmodernizowana atrapa chłodnicy i powiększona tylna szyba. ponadto przeprowadzono liczne zmiany kosmetyczne. Łącznie wyprodukowano 429 000 egzemplarzy drugiej generacji Mini.
Różne warianty samochodów Mini były budowane także w fabryce Authi w hiszpańskiej Pampelunie od 1968, przeważnie pod marką Morris.
Samochód stał się gwiazdą filmu Włoska robota z 1969, w którym grupa złodziei ucieka przed policyjnym pościgiem trzema zwrotnymi Mini, jeżdżąc po wąskich uliczkach, schodach, rynsztokach i dachach budynków. Remake tego filmu, z użyciem nowego Mini, powstał w 2003.

## Warianty

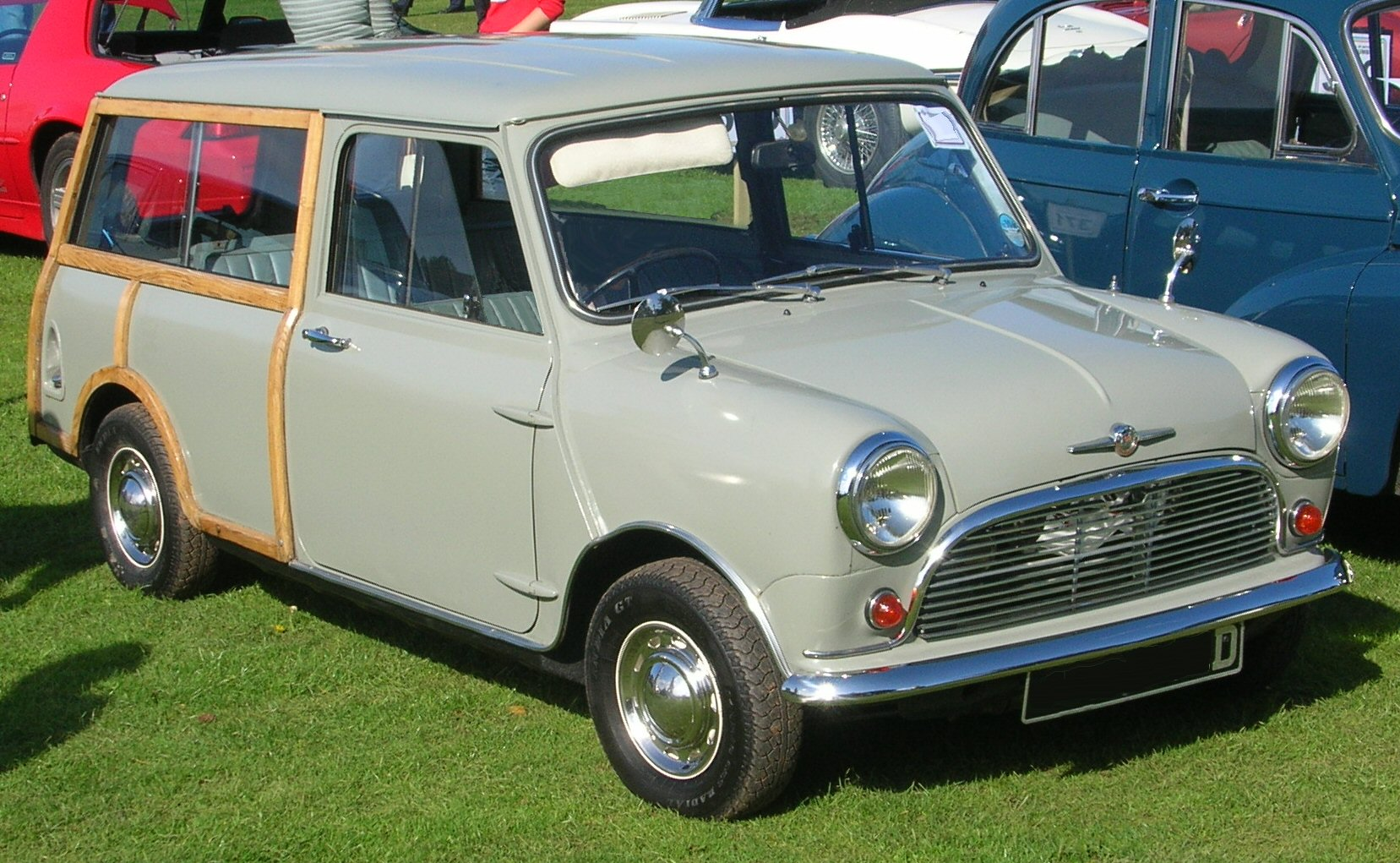
Morris Mini Traveller z 1966

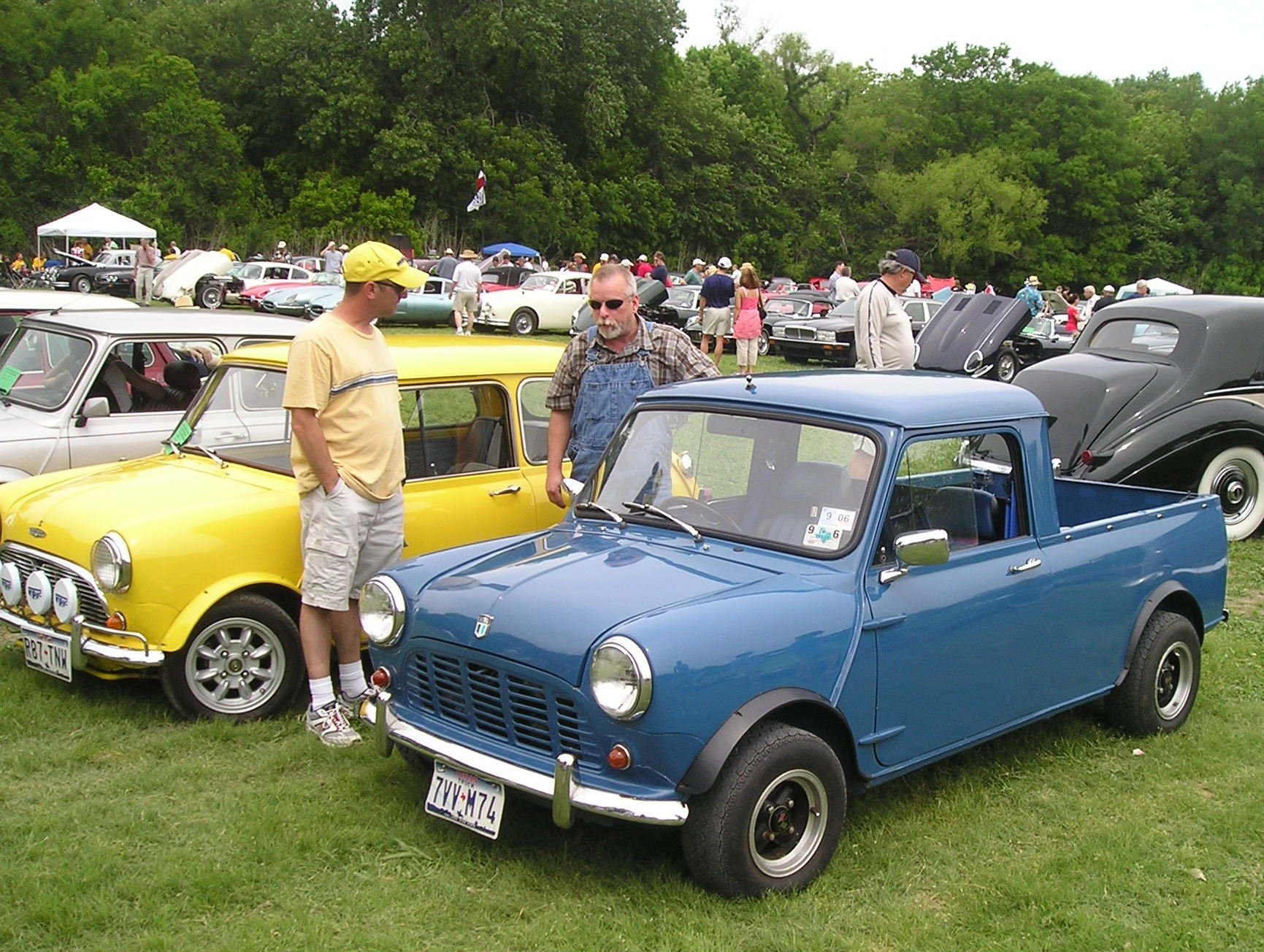
Mini Pick-up

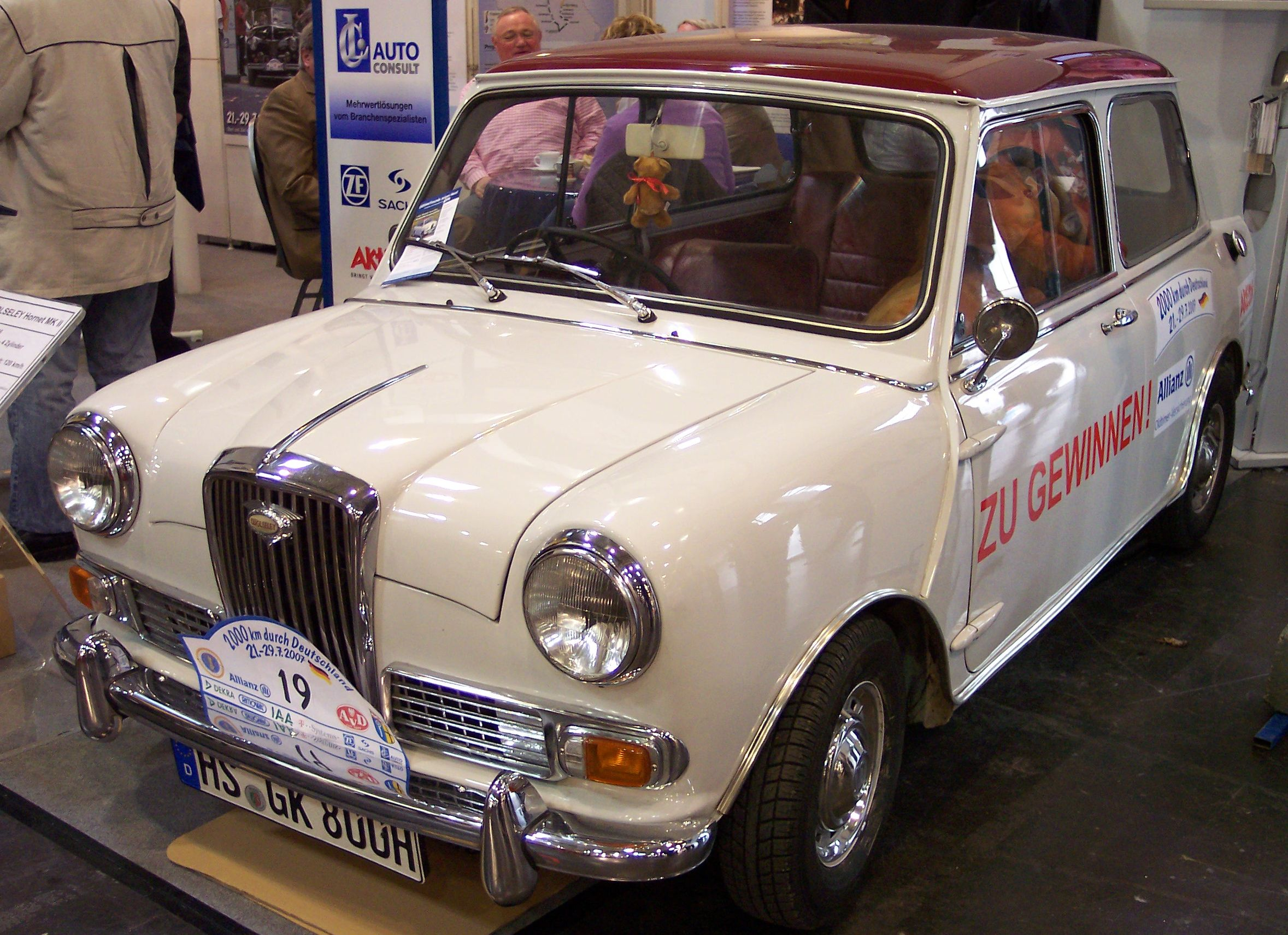
Wolseley Hornet Mk II

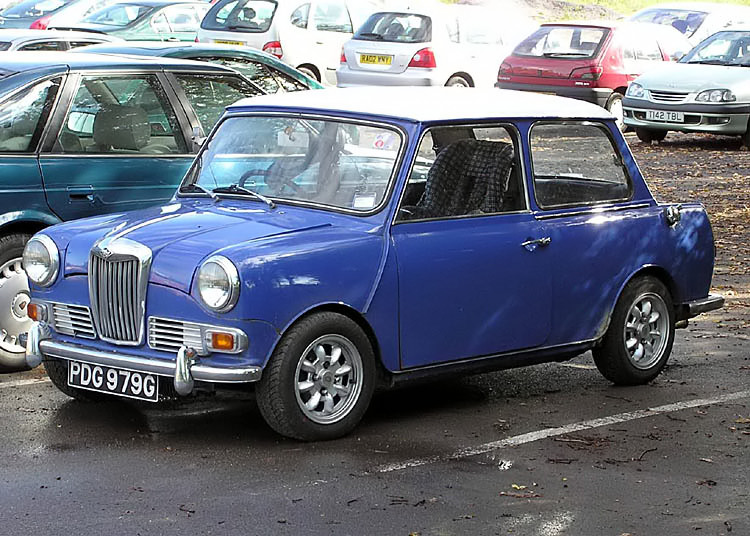
Riley Elf Mk III z 1968

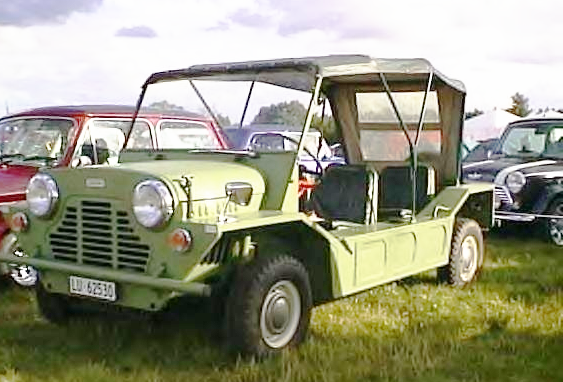
Oryginalny brytyjski Mini Moke

Popularność oryginalnego podstawowego Mini sprawiła, że stworzono wiele bazujących na nim wersji modeli skierowanych na różnorodne rynki.
Morris Mini Traveller i Austin Mini Countryman (1960–1969, tylko w Wielkiej Brytanii)
Trzydrzwiowe kombi z dwudzielnymi otwieranymi na boki drzwiami bagażnika. oba modele powstały na nieznacznie przedłużonym podwoziu o długości 2140 mm (dla porównania wersja podstawowa – 2040 mm). Luksusowe odmiany miały dekoracyjne drewniane listwy przyklejone do tylnej części nadwozia, co nadawało pojazdowi wygląd zbliżony do większego Morris Minora kombi (także oznaczanego Traveller), który stylizowany był na obite drewnem amerykańskie samochody z lat 50. (tzw. woodie). W przybliżeniu powstało 108 000 egzemplarzy Austina Countrymena oraz 99 000 Morrisa Travellera.
Mini Van (1960–1983)
Użytkowy van (furgon) o nominalnej ładowności ¼ tony. Zbudowany na bazie przedłużonego Travellera bez tylnych bocznych szyb. Samochód zyskał dużą popularność w Wielkiej Brytanii jako tania alternatywa dla innych pojazdów w swojej klasie, jako pojazd użytkowy nie był też obciążony podatkiem od sprzedaży. W 1978 został przemianowany na Mini 95, liczba ta symbolizowała całkowity ciężar pojazdu – 0,95 tony. Ogółem zbudowano 521 494 egzemplarzy tej odmiany Mini.
Mini Pick-up (1960–1983)
Pick-up był kolejną pochodną Mini. Na tylnej części znanego z Traveller i Vana przedłużonego podwozia zaraz za kabiną pasażerską osadzono otwartą skrzynie ładunkową z klapą. podobnie jak Van w 1978 został przemianowany na Mini 95. Ani van, ani pickup nie posiadał kosztownej chromowanej atrapy chłodnicy. W zamian za to zastosowano prosty układ otworów wyciętych w karoserii pozwalający powietrzu wlecieć do przegrody silnika. Łącznie wytworzono 58 179 Mini w wersji pickup.
Wolseley Hornet i Riley Elf (1961–1969)
Odmiany te został zaprojektowane z myślą o stworzeniu małego luksusowego samochodu, z większym bagażnikiem i bardziej wyrafinowanym wyglądem. Nazwę Wolseley Hornet (szerszeń) w latach 30. nosił już sportowy samochód, z kolei nazwa Elf przywoływała dawne sportowe pojazdy Riley Sprite (krasnoludek) i Imp (chochlik) także z tego okresu. Oba auta produkowano w trzech wersjach. Początkowo napędzane były silnikiem o pojemności 848 cm³, zmieniona potem na jednostkę silnikową Coopera z pojedynczym gaźnikiem o pojemności 998 cm³. Te modele (Mk II) wytwarzano od 1963. Rok 1966 przyniósł kolejne modernizacje (Mk III). Rozpoczęto montaż opuszczanych szyb w drzwiach oraz zamaskowano ich zawisy (dwa lata wcześniej niż po raz pierwszy dokonano tego w podstawowym Mini). Ogółem wyprodukowano 30 912 egzemplarzy pod nazwą Riley Elf i 28 455 – Wolseley Hornet.
Mini Moke (1964–1968 w Wielkiej Brytanii, 1966–1981 w Australii, 1980–1993 w Portugalii)
Ten dziwaczny samochód użytkowy o wyglądzie przypominającym samochody marki Jeep został stworzony z myślą o armii brytyjskiej – jednak bez solidnego napędu na cztery koła był nieużyteczny do działań militarnych, natomiast zyskał sobie wielką popularność w produkcji cywilnej. Upowszechnił się w wielu letnich kurortach, np. Barbados i Makau, gdzie był używany przez policję oraz można było go wypożyczać jeszcze do marca 2006. Łącznie wyprodukowano około 50 000 egzemplarzy Mini Moke (14 500 w macierzystej fabryce w brytyjskim Longbridge, 26 000 w Australii i 10 000 w Portugalii).

## Mini Cooper i Cooper S (1961–2000)

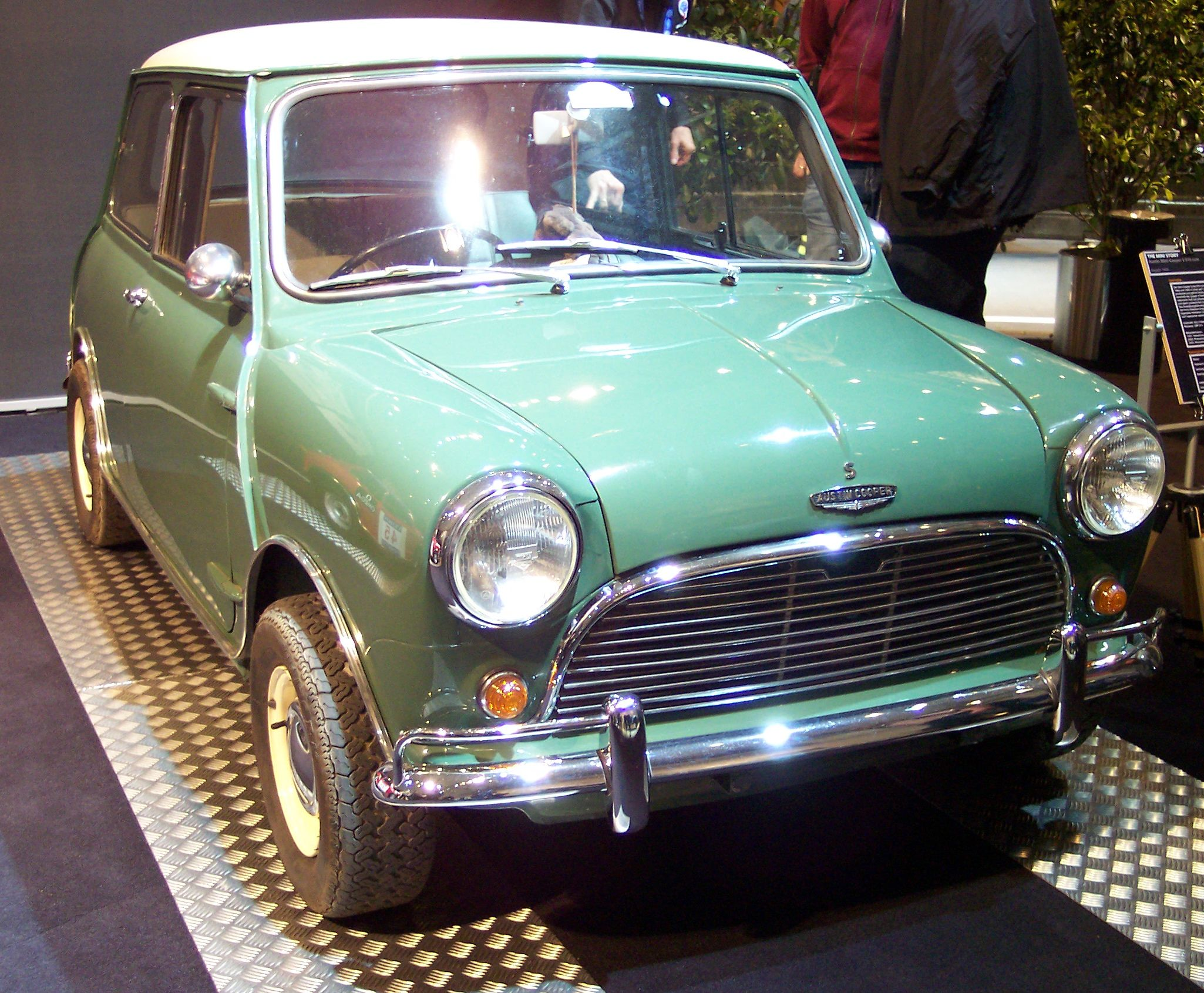
Austin Mini Cooper

Przyjaciel Aleca Issigonisa – John Cooper, właściciel Cooper Car Company, projektant i budowniczy bolidów Formuły 1 oraz samochodów rajdowych, dostrzegł drzemiący w Mini potencjał do rywalizacji w wyścigach. Issigonis początkowo niechętnie przyglądał się temu pomysłowi, jednakże po apelacji Coopera do zarządu BMC, tych dwóch inżynierów rozpoczęło prace przy tworzeniu Mini Coopera, zwrotnego, szybkiego, a zarazem ekonomicznego i niedrogiego samochodu. Nowy model zadebiutował w 1961 pod dwoma nazwami: Austin Mini Cooper i Morris Mini Cooper.
Pojemność oryginalnego silnika Morrisa Mini-Minora zwiększono z 848 cm³ do 997 cm³, zwiększając tym samym jego moc z 34 KM (25 kW) do 55 KM (41 kW). Dodatkowo samochód poddano rajdowym modernizacjom, pod maską umieszczono nową jednostkę napędową z dwoma gaźnikami Skinners Union, nową skrzynie biegów, z przodu montowano tarczowe hamulce niespotykane w tym czasie w małych samochodach. Tysiąc jednostek tej wersji zyskało akceptację zarządu BMC i uzyskało homologację rajdową grupy 2. Silnik o pojemności 997 cm³ w 1964 zastąpiono nowym o krótszym cylindrze i pojemności 998 cm³.
Jeszcze mocniejszą wersję Mini Coopera oznaczono symbolem „S”. Ten sprzedawany od 1963 samochód był uzupełnieniem poprzedniego modelu. Wyposażone w silniki o pojemności 1071 cm³ i większe wyposażone w serwo hamulce tarczowe 4030 egzemplarzy Coopera S zostało wyprodukowanych jeszcze przed modernizacją modelu do sierpnia 1964. Cooper stworzył także dwa modele przeznaczone specjalnie do wyścigów torowych z silnikami o pojemności odpowiednio 970 cm³ i 1275 cm³. Oba modele były oferowane także na wolnym rynku. Model z mniejszym silnikiem nie został jednak dobrze przyjęty i do zakończenia produkcji w 1965 zbudowano zaledwie 963 jego egzemplarze. Model z silnikiem o 1275 cm³ pojemności wytwarzano jeszcze do 1971.
Sprzedaż Mini Coopera przedstawia się następująco: 64 000 egzemplarzy Cooperów pierwszej generacji (Mk I) z silnikami o pojemności 997 lub 998 cm³; 19 000 Cooperów S pierwszej generacji (Mk I) z silnikami o pojemności 970, 1071 lub 1275 cm³; 16 000 Cooperów drugiej generacji (Mk II) z silnikami o pojemności 998 cm³; 6300 Cooperów S drugiej generacji (Mk II) z silnikami o pojemności 1275 cm³. Nie budowano Cooperów trzeciej generacji, wyprodukowano jedynie 1570 Cooperów S Mk III.
Samochody Mini Cooper S trzykrotnie zwyciężały w Rajdzie Monte Carlo w latach 1964, 1965 i 1967. Początkowo zajęły także wszystkie trzy miejsca na podium tego rajdu w 1966, jednak zostały zdyskwalifikowane po kontrowersyjnej decyzji francuskich sędziów. Uzasadniano ją zastosowaniem w pojeździe niedozwolonej konstrukcji reflektorów. Powinno być jednak odnotowane, iż Citroën DS – który zajął ostatecznie pierwsze miejsce – wyposażony był w niedozwolone białe lampy i mimo to uniknął dyskwalifikacji. Kierowca Citroëna, Pauli Toivonen, niechętnie przyjął trofeum i przysiągł, że już nigdy nie wystartuje w zespole Citroëna. BMC zyskało prawdopodobnie większy rozgłos dzięki dyskwalifikacji niż dałoby mu zwycięstwo. Jednak jej brak sprawiłby, że Mini jako jedyne auto w historii byłoby w czołowej trójce Rajdu Monte Carlo przez kolejne sześć lat.
| Rok  | Kierowca       | Pilot          | Rezultat           |
| ---- | -------------- | -------------- | ------------------ |
| 1962 | Pat Moss       | Ann Wisdom     | nagroda dla kobiet |
| 1963 | Rauno Aaltonen | Tony Ambrose   | 3 miejsce          |
| 1964 | Paddy Hopkirk  | Henry Liddon   | zwycięstwo         |
| 1964 | Timo Mäkinen   | Patrick Vanson | 4 miejsce          |
| 1965 | Timo Mäkinen   | Paul Easter    | zwycięstwo         |
| 1966 | Timo Mäkinen   | Paul Easter    | (dyskwalifikacja)  |
| 1966 | Rauno Aaltonen | Tony Ambrose   | (dyskwalifikacja)  |
| 1966 | Paddy Hopkirk  | Henry Liddon   | (dyskwalifikacja)  |
| 1967 | Rauno Aaltonen | Henry Liddon   | zwycięstwo         |
| 1968 | Rauno Aaltonen | Henry Liddon   | 3 miejsce          |
| 1968 | Tony Fall      | Mike Wood      | 4 miejsce          |
| 1968 | Paddy Hopkirk  | Ron Crellin    | 5 miejsce          |

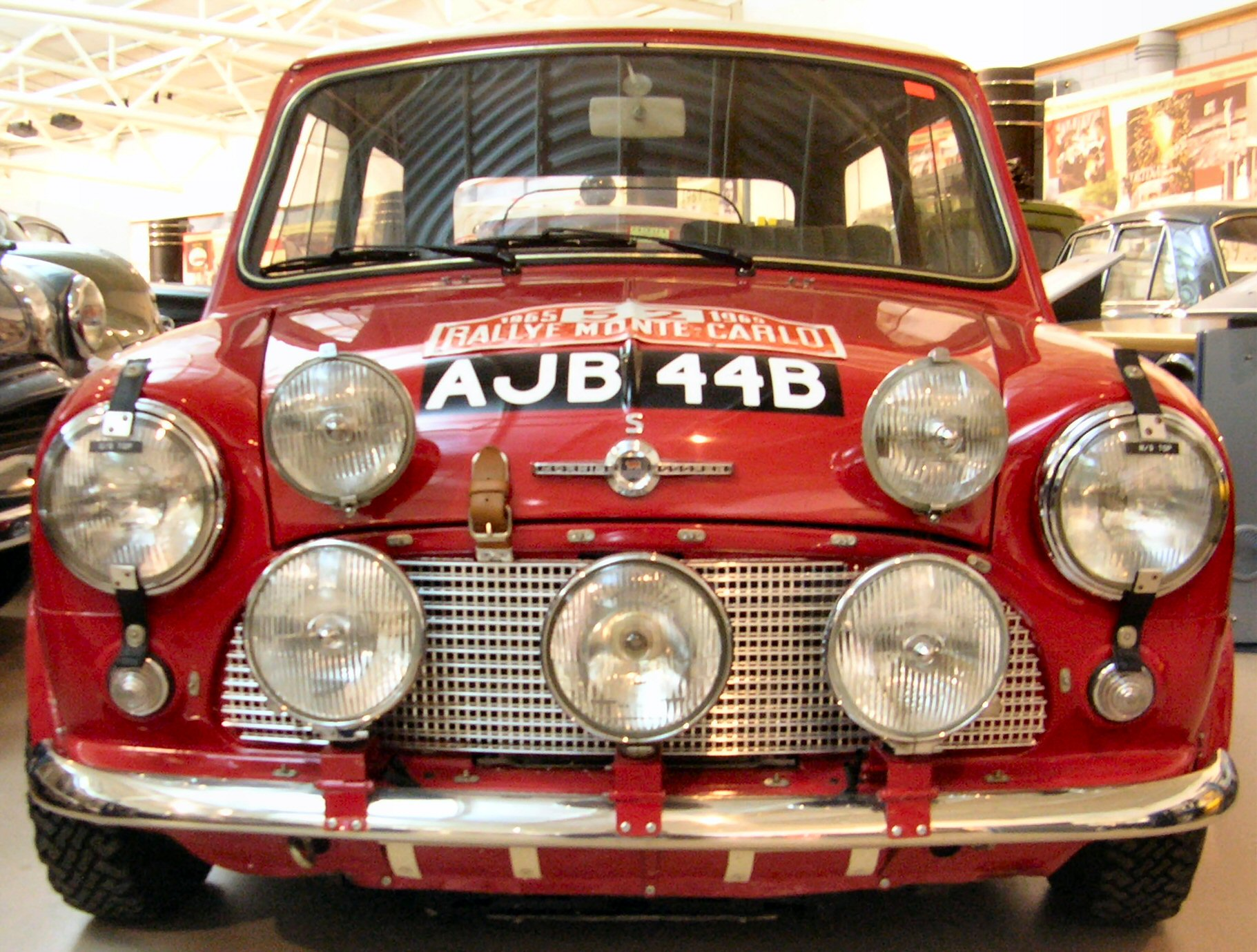
Mini Cooper S z 1964, zwycięzca Rajdu Monte Carlo w 1965

W 1971 włoskie Innocenti rozpoczęło licencyjną produkcję Coopera, jako Innocenti Mini Cooper 1300, a w 1973 hiszpańskie Authi (Automoviles de Turismo Hispano-Ingleses), jako Authi Mini Cooper 1300.
Nowy Mini Cooper pod nazwą RSP (Rover Special Products) był krótko produkowany w latach 1990–1991, miał on znacznie słabsze osiągi niż Coopery z lat 60. To, że pod koniec 1991 wszedł do seryjnej produkcji już jako Cooper podkreśla jego popularność na rynku. Od 1992 coopery wyposażano w silniki o pojemności 1275 cm³ z wtryskiem paliwa. W 1997 po raz pierwszy zastosowano wielopunktowy wtrysk paliwa. Wtedy też przeniesiono chłodnice do przedniej części nadwozia oraz wprowadzono dodatkowe akcesoria zapewniające bezpieczeństwo.

## Mini Clubman i 1275GT (1969–1980)

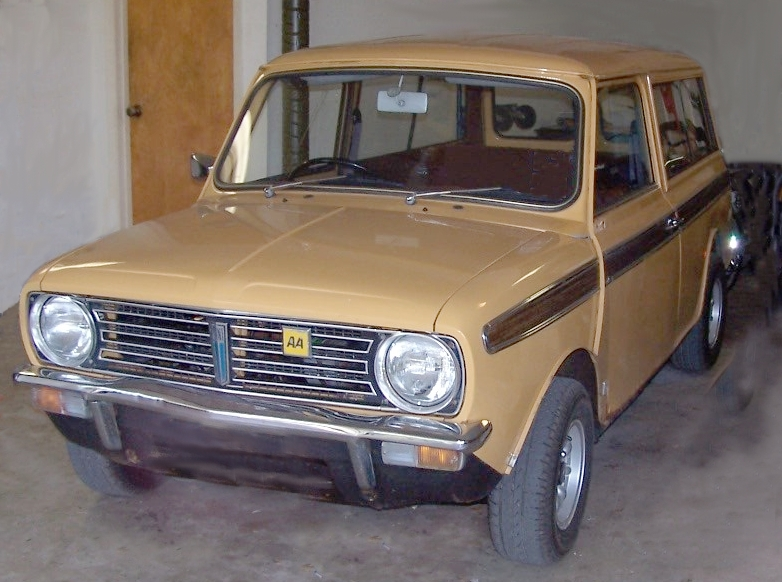
Mini Clubman Estate z 1976

W 1969, już jako własność koncernu British Leyland, Mini przeszedł modernizację pod kierownictwem stylisty Roya Haynesa, który wcześniej pracował dla Forda. Odnowioną wersję nazwano Mini Clubman, a przednia część jej nadwozia o kwadratowym kształcie była wizualnie zbliżona do większego Austina Maxi (De facto, Clubman i 1275GT wyposażono dokładnie te same wskaźniki i zewnętrzne światła, które były montowane w Austinie Maxi). Mini Clubman był pomyślany jako następca ekskluzywnych wersji Riley i Wolseley. Nowym modelem oznaczonym 1275GT planowano zastąpić Mini Coopera o pojemności silnika 998 cm³. (Produkcję Mini Coopera S z silnikiem o pojemności 1275 cm³ kontynuowano równolegle do produkcji modelu 1275GT przez dwa lata do 1971). Clubman Estate miał wypełnić lukę po wersjach Countryman i Traveller.
Nazwa 1275GT jest często niepoprawianie zapisywana jako Mini Clubman 1275GT. Oficjalna nazwa zawsze brzmiała Mini 1275GT i podkreślała odseparowanie modelu od Clubmana (aczkolwiek oba samochody dzieliły tę samą przednią część nadwozia i były sprzedawane w tym samym okresie).

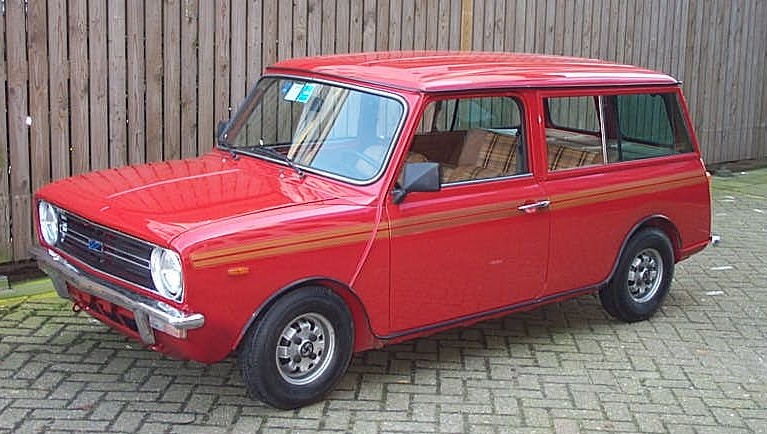
Mini Clubman Estate z 1983

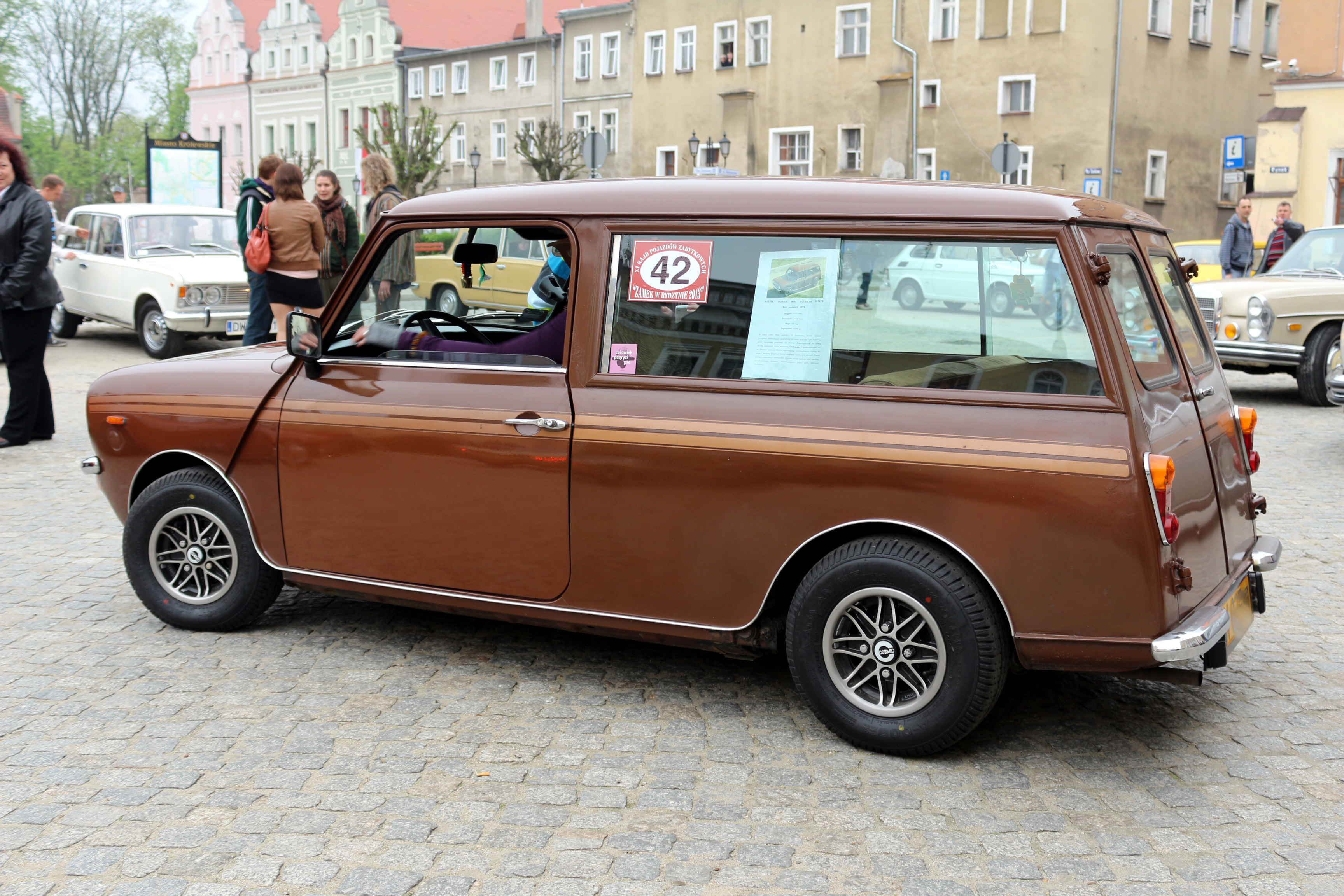
Mini Clubman, 1978

Po 1971, gdy zaprzestano wytwarzania Mini Coopera S z silnikiem o pojemności 1275 cm³, Mini 1275GT pozostawał jedynym sportowym Mini w sprzedawanym w Wielkiej Brytanii przez resztę dekady. (Innocenti we Włoszech jednak kontynuowało produkcję własnej wersji Mini Coopera, a w Australii we wczesnych latach 70. wytwarzano unikalnego Coopera z przodem Clubmana nazywanego Clubman GT, wyposażonego w dwugaźnikowy silnik Coopera S o pojemności 1275 cm³.)
Model 1275GT miał niższą cenę od swojego poprzednika, a także był tańszy w użytkowaniu i ubezpieczeniu. Był on pierwszym Mini wyposażonym w obrotomierz. Do przenoszenia napędu stosowano standardową skrzynię biegów. Osiągi Mini 1275GT były wysokie jak na ówczesne czasy: przyśpieszenie od 0 do 60 mil/h (96 km/h) wynosiło 12,9 sekundy, dzięki doskonale dobranemu momentowi obrotowemu na najwyższym biegu można było zwiększyć prędkość o 30-50 mil/h zaledwie w 9 sekund. Mało aerodynamiczna przednia część nadwozia sprawiła jednak, że autu trudno było osiągnąć prędkość rzędu 90 mil/h. Silnik serii A o pojemności 1275 cm³ mógł być ekonomiczniejszy i lepiej zestrojony, choć niska cena i rzucające się w oczy drzwi ozdobione listwami sprawiły, że model zyskał reputacje popularnej „męskiej wyścigówki” w latach 70. i 80.

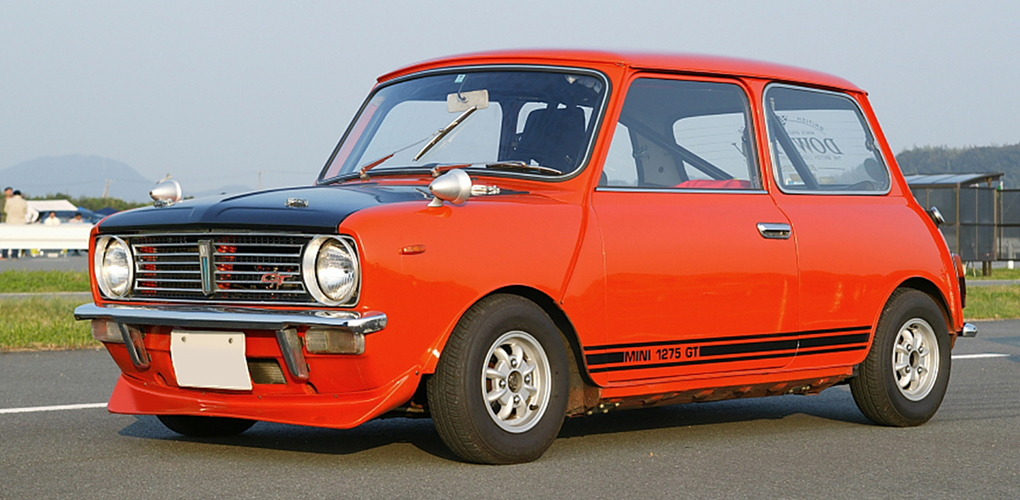
Mini 1275GT

W konstrukcji Mini Clubman i 1275GT zastosowano dwie innowacje. Były to pierwsze samochody wyposażone w instalację z płytek z obwodem drukowanym przeznaczona do montażu podzespołów elektronicznych (powszechnymi w dzisiejszych czasach, a technicznie zaawansowanymi w 1969). Ponadto od 1974 1275GT był pierwszym autem oferowanym z oponami, na których można było kontynuować jazdę po ich przebiciu, model można było zamawiać z 12-calowymi oponami Dunlop Denovo. Ogumienie to nie pękało i nie uchodziło z niego szybko powietrze, dzięki temu można było bezpiecznie kontynuować jazdę z prędkością nieprzekraczającą 50 mil/h. Jednakże hałas podczas jazdy i relatywnie zła przyczepność sprawiły, że ta opcja często była ignorowana przez nabywców 1275GT.
Do końca lat 70. British Leyland kontynuował produkcję klasycznych Mini równolegle do modeli Clubman i 1275GT. Clubman i 1275GT o dłuższej komorze silnika oferowały większe bezpieczeństwo podczas czołowych zderzeń, były też lepiej wyposażone i miały znacznie lepsze dostęp do silnika, ale były droższe. Oba samochody zostały zastąpione w 1980 przez nowy hatchback Austin Metro, podczas gdy produkcje oryginalnego Mini kontynuowano jeszcze przez 20 lat. Łącznie wytworzono 275 583 egzemplarzy modelu Mini Clubman w wersji sedan, 197 606 kombi Clubman Estate i 110 673 1275GT.

## Mini Mk III i jego następcy (1970–2000)

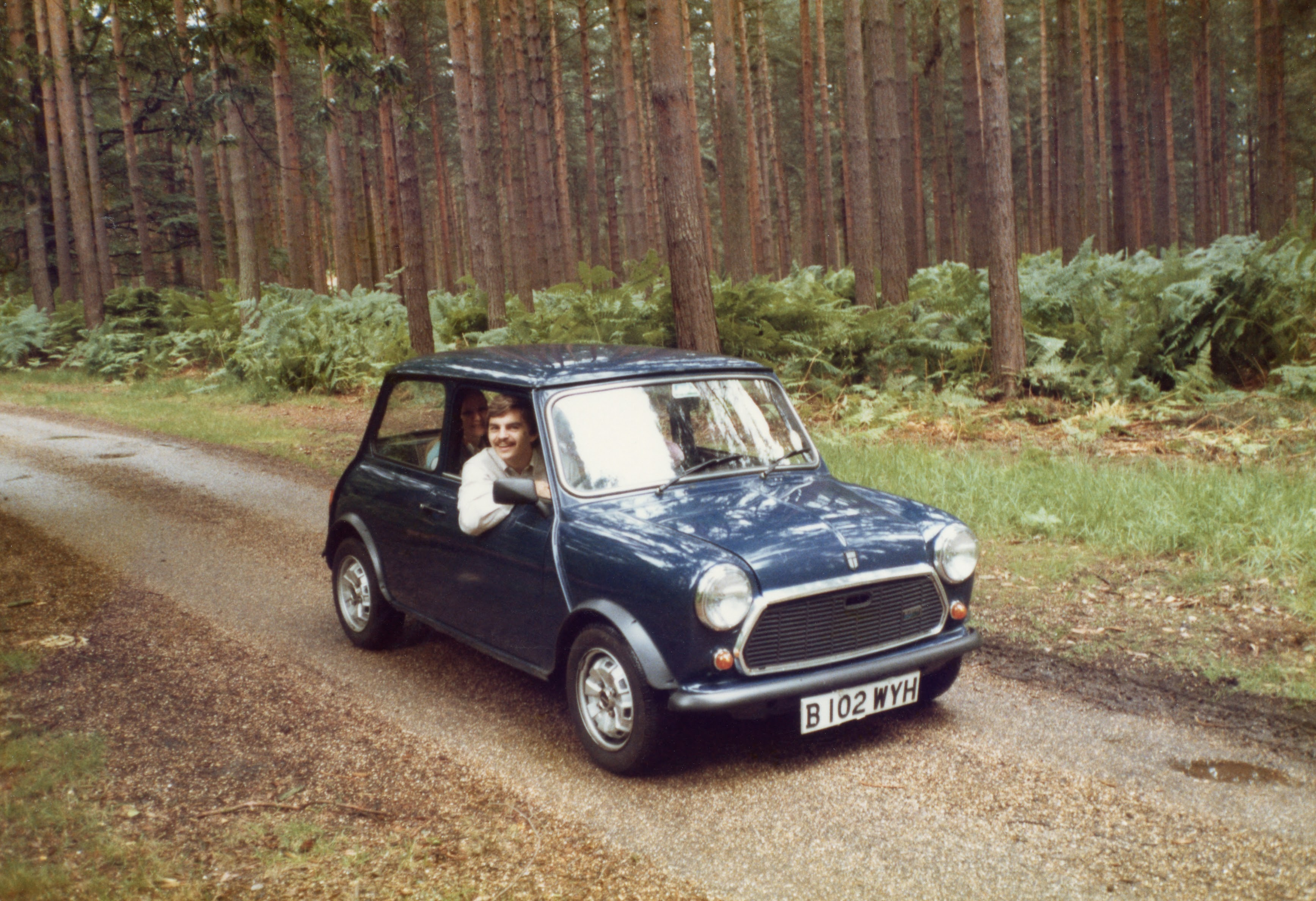
Mini Mk V z 1985

Mini Mk III w stosunku do swoich poprzedników przeszedł wystarczającą liczbę modyfikacji, aby zmienić fabryczne oznaczenie ADO15 na ADO20 (które dzielił z Clubmanem). Najbardziej widocznymi zmianami były: wydłużenie drzwi i zamaskowanie zawiasów.
Nabywcy domagali się wprowadzenia opuszczanych szyb w zamian za stosowane dotychczas przesuwane (w wytwarzanych w Australii Mini Mk I to rozwiązanie wprowadzono już kilka lat wcześniej). Ze względu na oszczędność powrócono do pierwotnego gumowego zawieszenia, w zamian za system Hydrolastic.
Produkcja w wytwórni w Cowley została zakończona, prosta i dobrze rozpoznawalna już nazwa Mini zastąpiła oddzielne marki Austin i Morris.
- Mk III weszło do produkcji w listopadzie 1969. Nowością były tak wyczekiwane opuszczane szyby oraz wewnętrzne ukryte zawiasy w drzwiach (z wyłączeniem modeli użytkowych: van i pickup). Zmodernizowano oryginalną pokrywę bagażnika, zmieniono na niej mocowanie tablicy rejestracyjnej. Pojawiły się większe kolorowe klosze tylnych lamp. Większa stała się także tylna szyba.
- Mk IV wprowadzone na rynek w 1976 miało nieco zmodernizowane zawieszenie. Dodatkowo zastosowano podwójne przełączniki świateł przy kierownicy i większe pedały. W 1977 w kloszach tylnych lamp zintegrowano światło cofania.
- Mk V, wszystkie pojazdy miały hamulce tarczowe o rozmiarze 8,4 cala i plastikowe nadkola, pozostałe elementy wyglądu zewnętrznego pozostały niezmienione.
- Mk VI zaprezentowano w 1990, w tym modelu przesunięto do przodu miejsce mocowania silnika, by zrobić miejsce dla większe jednostki o pojemności 1275 cm³, z gaźnikiem HIF i jednopunktowym wtryskiem paliwa, którą zaczęto montować w 1991. Tym samym zakończono produkcję mniejszej jednostki o pojemności 998 cm³. Rok później zmodernizowano pokrywę silnika.
- Mk VII była ostatnią wersją Mini, stosowano w niej silnik z podwójnym wtryskiem paliwa i zamontowaną z przodu chłodnicą.

W latach 70. Innocenti rozpoczęło produkcję bazującego na płycie podłogowej Mini zaprojektowanego przez Bertone hatchbacka Innocenti 90 i 120. Ten sam projektant stworzył ekwiwalentne dla Mini Coopera – Innocenti De Tomaso ze sportowym turbodoładowanym silnikiem o pojemności 1275 cm³.
Wiadomości o zbliżającym się końcu Mini wyszły na jaw w 1980 wraz z zaangażowaniem się koncernu w produkcje nowego auta Austina Mini-Metro. W 1981 Mini wystąpił w filmie Goodbye Pork Pie Geoffa Murphy’ego. Od tego czasu Mini zaczął wychodzić z łask na wielu eksportowych rynkach. Produkcja w Republice Południowej Afryki, Australii czy Nowej Zelandii została wstrzymana.
W latach 80. i 90. na rynku brytyjskim popularne stały się specjalne edycję Mini (takie jak: Mini 25, Mini Red Flame, Mini Red Hot, Mini Check Mate, Mini Studio 2, Mini Piccadilly czy Mini Tahiti). Miały one na celu wyróżniać się spośród masowych wersji Mini i nadawać mu modny styl. Topowe wersję Mini stały się popularne w Japonii, gdzie były postrzegane jako ikona stylu retro, inspirując wielu naśladowców.
W 1994, pod kierownictwem Bernda Pischetsriedera, krewnego Issigonis, BMW przejęło kontrolę nad częścią pozostałości po upadającej spółce British Layland – Rover Group, w skład której wchodziło Mini. Tym samym prawa do marki Mini znalazły się w rękach niemieckiego potentata przemysłu motoryzacyjnego. Wtedy też, aby dostosować się do norm europejskich, po raz pierwszy w Mini zastosowano poduszkę powietrzną.

## Zakończenie produkcji
Do 2000 roku Grupa Rover przynosiła wiele dotkliwych strat, dlatego też BMW zdecydowało sprzedać poszczególne części tej spółki. MG i Rover zostały zakupione przez nowe brytyjskie konsorcjum Phoenix Venture Holdings, a Land Rover przez Forda. BMW pozostawiło sobie prawa do marki Mini planując wdrożenie do produkcji nowego modelu, udzielając Roverowi tymczasowej zgody na sprzedaż końcowej serii starego modelu jeszcze pod marką Mini. W kwietniu 2000 gama pojazdów Mini składała się z czterech modeli: Mini Classic Seven, Mini Classic Cooper, Mini Classic Cooper Sport i przeznaczonego na rynek europejski Mini Knightsbridge. Ostatni Mini (czerwony Cooper Sport) został zbudowany 4 października 2000 i zaprezentowany na British Motor Industry Heritage Trust w grudniu tego samego roku. Podsumowując łącznie wytworzono 5 387 862 egzemplarzy Mini w różnych wersjach nadwoziowych.
Po tym jak ostatni Mini został sprzedany, prawa do marki powróciły do BMW. Nowe BMW Mini jest technicznie niespokrewnione ze starym samochodem, choć wykorzystuje także klasyczny poprzecznie ustawiony czterocylindrowy silnik napędzający przednie koła, a jego wygląd zewnętrzny stylistycznie nawiązuje do pierwowzoru.
Stare Mini pogłębiło swój wizerunek ikony kultury popularnej. Wystąpiło w Tożsamości Bourne’a, gdzie brało udział w scenach pościgu oraz w filmie Lara Croft: Tomb Raider, gdzie był ozdobą kolekcji klasycznych pojazdów sportowych. Poprzednio samochód można było zobaczyć w telewizyjnych programach z udziałem Jasia Fasoli czy serialu Więzień (w wersji Mini Moke).

## Chronologia
| Rok              | Wydarzenie |
| ---------------- | --- |
| kwiecień 1959    | Początek produkcji dwudrzwiowych sedanów Austin Seven, Morris Mini-Minor i Morris Mini-Minor DL, wszystkie z poprzecznie ustawionym silnikiem o pojemności 848 cm³ z 4-stopniową skrzynią biegów. |
| 1960             | Pojawiają się trzydrzwiowe wersje kombi Austin Seven Countryman i Morris Mini-Minor Traveller oraz użytkowe Mini Van i Mini Pick-up z silnikami modelu podstawowego. |
| 1961             | Wprowadzenie na rynek dwudrzwiowych sedanów Austin Seven Super i Morris Mini-Minor Super. Pojawia się pierwszy Austin Mini Cooper i Morris Mini Cooper z mocniejszym 55-konnym silnikiem o pojemności 997 cm³. Prezentacja modeli Wolseley Hornet i Riley Elf. |
| styczeń 1962     | Wszystkie wersje Austin Seven zyskują oficjalną nazwę Austin Mini. |
| 1962             | Prezentacja dwudrzwiowego sedanu Morris Mini-Minor SDL. |
| marzec 1963      | Wprowadzenie do produkcji dwudrzwiowych sedanów Austin Mini Cooper 1071 S i Morris Mini Cooper 1071 S z powiększonymi 70-konnymi silnikami o pojemności 1071 cm³. |
| 1964             | Rozpoczęcie produkcji buggy Mini Moke. |
| kwiecień 1964    | Prezentacja Austina i Morrisa Mini-Coopera 998, Mini-Coopera 970 S i Mini-Coopera 1275 S z silnikami o pojemności odpowiednio 998, 970 i 1275 cm³. Automatyczna skrzynia biegów była opcjonalnie dostępna w Austinie Mini-Cooperze 998 i 1275 S. Poprzednie modele Mini-Cooper 997 i 1071 S wycofano z produkcji. |
| 1965             | Zakończenie produkcji Mini Coopera 970 S. |
| 1965             | We Włoszech powstaje Morris Mini-Minor Mk I z silnikiem o pojemności 950 cm³. |
| październik 1965 | Automatyczna skrzynia biegów dostępna w modelach Austin/Morris Mini i Morris Mini SDL |
| 1966             | Początek produkcji Mini Moke w Australii i Cooper 998 we Włoszech. |
| październik 1967 | Pojawia się wersja Mk II. Drobny lifting nadwozia i modernizacja wyposażenia. Austin Mini oferuje następujące modele: dwudrzwiowe sedany: 850, 1000, Cooper 998 i Cooper 1275 S oraz trzydrzwiowe kombi 1000 Countryman. Natomiast w ofercie Morris Mini dostępne są: dwudrzwiowe sedany: 850, 850 SDL, 1000 SDL, Cooper 998 i Cooper 1275 S oraz trzydrzwiowe kombi 1000 Traveller. Opcjonalnie automatyczna skrzynia biegów dostępna we wszystkich modelach Austina (z wyjątkiem 850) i Morrisie Mini 1000 SDL. |
| 1968             | Wstrzymanie produkcji Mini Moke w Anglii. |
| 1969             | Zakończenie produkcji modeli Wolseley Hornet, Riley Elf i Traveller/Countryman |
| październik 1969 | Austin i Morris rozpoczynają produkcję samochodów pod wspólną nazwą Mini. Dostępne są: dwudrzwiowe sedany: 850, 1000, Clubman, Cooper S i 1275 GT oraz trzydrzwiowe kombi Clubman. Opcjonalnie automatyczna skrzynia biegów dostępna we wszystkich modelach z wyjątkiem 1275 GT. |
| 1970             | Pojawia się wersja Mk III. |
| 1971             | Zakończenie produkcji Coopera 1275 S. Początek licencyjnej produkcji przez Innocenti we Włoszech. |
| 1972             | Pojawia się Mini z automatyczną skrzynią biegów. |
| 1973             | Pojawiają się hiszpańskie samochody Authi. |
| 1974             | Innocenti 90 (998 cm³) i 120 (1275 cm³) ukazuje się na włoskim rynku. |
| 1976             | Kolejna modernizacja modelu. Zamiana Mk III na Mk IV |
| maj 1977         | Innocenti 90 i 120 dostępne na rynku niemieckim. |
| 1980             | Austin Metro zastępuje Mini Clubmana i Mini 1275GT, początek produkcji Mini Moke w Portugalii. |
| 1981             | Koniec produkcji Mini Moke w Australii. |
| 1983             | Zakończenie wytwarzania wariantów Van i Pick-up. |
| 1984             | Zmiana wymiarów kół z 10” na 12”, rozpowszechnienie się modelu z hamulcami tarczowymi. Pojawia się Mini Mk V |
| 1986             | Ostatni Mini z silnikiem o pojemności 848 cm³. |
| 1989             | Jubileusz trzydziestolecia produkcji, z tej okazji ukazuje się topowa wersja Mini Coopera. |
| 1990             | Pojawia się nowy Mini Cooper oznaczony symbolem RSP z silnikiem o pojemności 1275 cm³. Wprowadzenie nowej wersji Mk VI |
| 1992             | Zastosowanie wtrysku paliwa w silniku o pojemności 1275 cm³ napędzającym Coopera. |
| 1993             | Ostatni Mini z silnikiem o pojemności 998 cm³, koniec produkcji Mini Moke w Portugalii. |
| 1996             | Zmiana modeli z Mk VI na Mk VII. |
| październik 2000 | Ostatnie Mini opuszcza linię produkcyjną. |

## Nieprodukowane prototypy

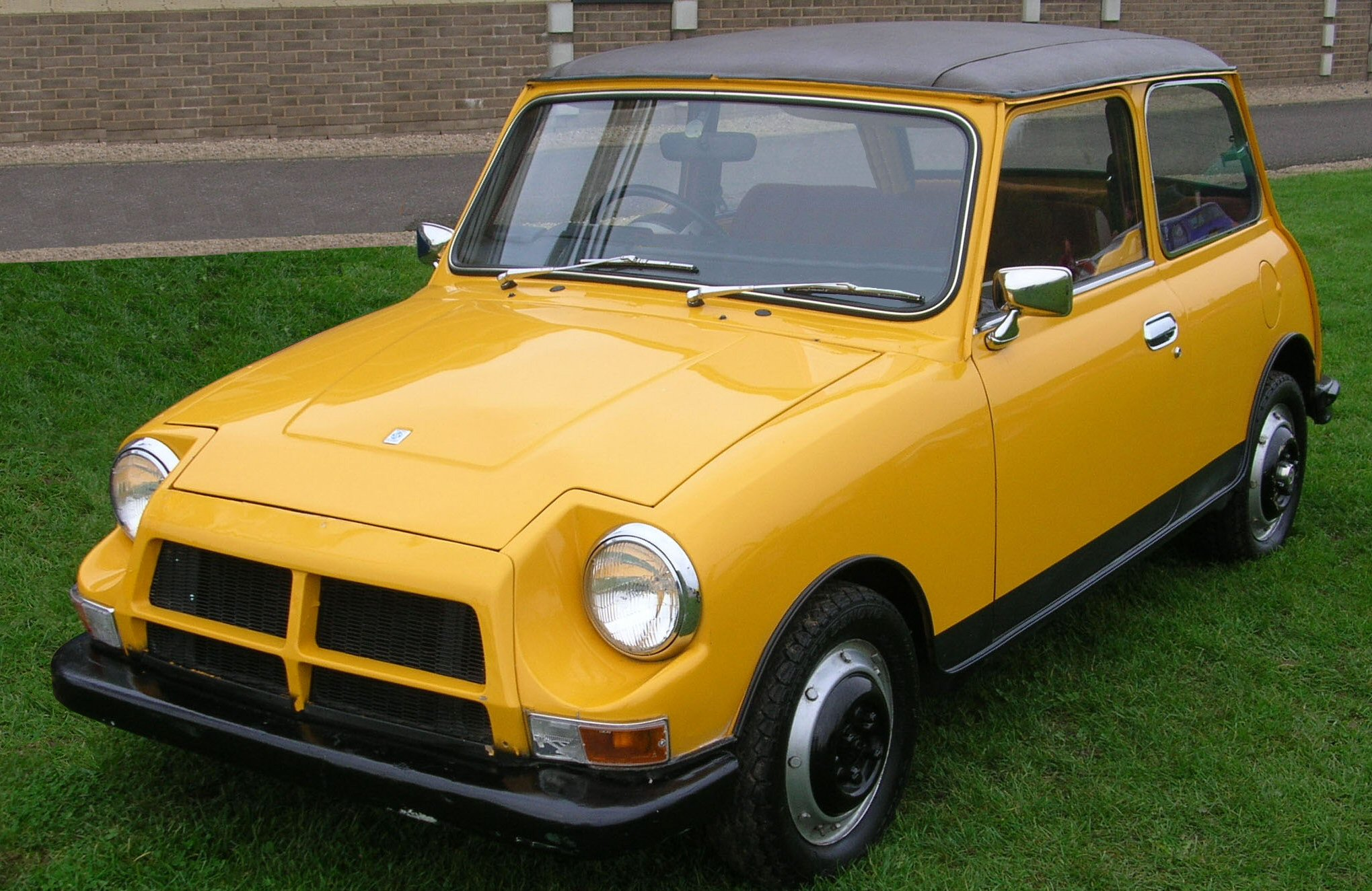
Eksperymentalny Mini Clubman SRV4 (Safety Research Vehicle) z 1974

Wiele prototypów skonstruowanych na bazie Mini, które nigdy nie trafiły do seryjnej produkcji jest przechowywanych, a czasami wystawianych dla odwiedzających w brytyjskim muzeum Heritage Motor Centre w Gaydon (hrabstwo Warwickshire). Kolekcja ta zawiera między innymi następujące pojazdy: Twini, przekonstruowane Mini Moke z dwoma silnikami, jednym z przodu i drugim z tyłu; Austin Ant, który był próbą stworzenia pojazdu z napędem na cztery koła ze skrzynią rozdzielczą; dwumiejscowy kabriolet stworzony przez MG jako kolejna edycja Mini, pracę nad nim zarzucono ze względu na trwające przygotowana do produkcji MG Midget.

## Wyróżnienia
Samochód Mini zdobył przez lata wiele nagród i wyróżnień. Najważniejsze z nich to:
- „Samochód XX wieku” („Car of the Century”) – magazyn „Autocar”, 1995;
- „Klasyk numer jeden wszech czasów” („Number One Classic Car of All Time”) – magazyn „Classic & Sports Car”, 1996;
- „Europejski samochód XX wieku” („European Car of the Century”) w internetowym plebiscycie zorganizowanym przez prestiżową Global Automotive Elections Foundation w 1999;
- drugie miejsce (za Fordem T) w plebiscycie „Samochód XX wieku” („Global Car of the Century”) w tym samym internetowym głosowaniu.

Liczba ponad 5 milionów sprzedanych egzemplarzy sprawia, że Mini jest najbardziej popularnym brytyjskim samochodem jaki kiedykolwiek stworzono.

## Nowe Mini

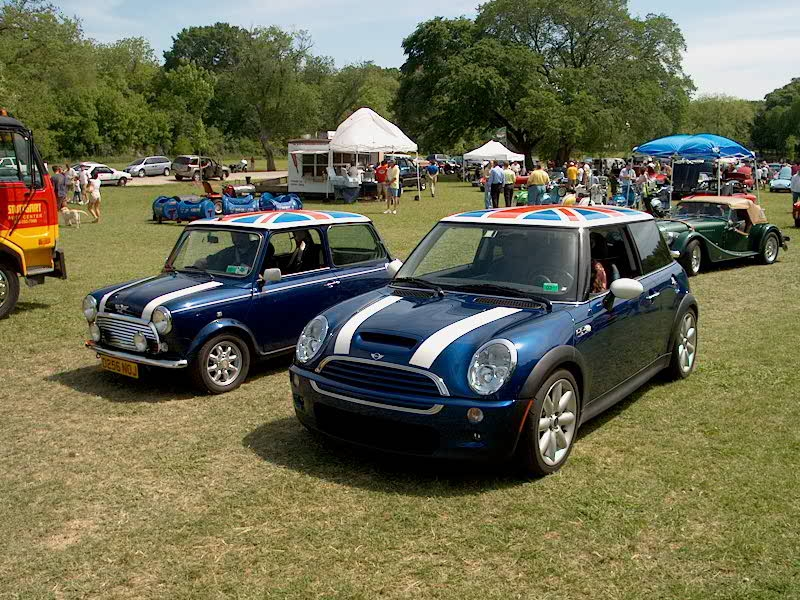
MINI Cooper S z 2003 i klasyczny Mini Mk III

Kiedy w 2000 roku zakończyła się produkcja oryginalnego Mini, BMW (nowy właściciel marki) zapowiedziało produkcję jego następcy pod nazwą BMW Mini lub Nowe Mini. Jednak marką, a zarazem nazwą, nowego samochodu jest nadal Mini (wyraz ten producent pisze wielkimi literami: MINI).
Wielu entuzjastów oryginalnego Mini odrzuca twierdzenie, iż nowe jest naturalnym następcą klasyka z 1969. Inni po prostu nienawidzą go. Jeszcze inni stali się pierwszymi nabywcami nowego Mini. Jest wiele przyczyn, przez które nowy samochód postrzegany jest negatywnie. Nowy samochód jest większy od oryginalnego Mini. Jest 55 cm dłuższy, 30 cm szerszy i waży 1050 kg, czyli o około 400 kg więcej.
To, w połączeniu z odejściem od spartańskiego minimalizmu oryginału, jest powodem obiekcji wielu fanów tej marki. Inni czują się urażeni tym, że niemiecki koncern BMW przejął prawa do marki tak związanej z brytyjska motoryzacją. Wielu użytkowników Mini jednak wyraża odmienną opinię o nowym aucie, mówiąc, że jest ono „pełnoprawnym” sukcesorem tego klasycznego. Twierdzą oni przy tym, że jest ono jedyną koncepcją, która pozwala kontynuować produkcję kultowego samochodu z zachowaniem współczesnych norm bezpieczeństwa i standardów produkcji. Wiele klubów miłośników Mini zabroniło wjazdu MINI na swoje spotkania. Inni nie ustają w poszukiwaniu entuzjastów samochodów z obu obozów. Takie zjawisko nie dotyczy tylko społeczności użytkowników Mini. Jest typowe także dla innych samochodów w stylu retro nawiązujących do nieprodukowanych już klasyków (np. Volkswagen New Beetle).
3 kwietnia 2007, po sześciu latach produkcji, z taśmy produkcyjnej fabryki w Cowley zjechał milionowy egzemplarz nowego Mini. Wytworzenie takiej liczby samochodów w przypadku klasycznego Mini trwało miesiąc krócej.